# Gente così
Gente così è un film drammatico del 1949, diretto da Fernando Cerchio e sceneggiato tra gli altri da Giovannino Guareschi, che per il personaggio di don Candido si ispirò a un sacerdote realmente esistito e dalla forte personalità, don Alessandro Parenti.

## Trama
In un paesino dell'alta Lombardia nei pressi del confine svizzero, il contrabbando è considerato legale e nelle discussioni infinite sugli affari interviene don Candido, che tenta di riportare la pace. Nel paese giunge una nuova maestra elementare, una donna dalle idee moderne che entra in contrasto con la mentalità degli abitanti del paese. Durante una contrastata costruzione della diga giunge un contrabbandiere del quale la giovane maestra s'innamora. Quando il giovane fugge a Milano, la donna lo segue, salvo poi ritornare indietro quando s'accorge di essere incinta. Sorpreso dalle guardie di finanza, il contrabbandiere cade in un burrone. Don Candido fa appena in tempo a unirli in matrimonio, poco prima che il giovane muoia.

## Distribuzione
Il film venne iscritto al Pubblico registro cinematografico con il n. 772. Presentato alla Commissione di Revisione Cinematografica il 7 novembre 1949, ottenne il visto di censura n. 6.731 del 18 novembre 1949, con una lunghezza della pellicola di 2.491 metri. Il film risulta essere stato proiettato in Francia, con il titolo Gian le contrabandier il 18 settembre 1950, e negli Stati Uniti, con il titolo Mistress of the mountains il 4 gennaio 1954. Girato per gli esterni in Lombardia a Trepalle.

## Altri tecnici
- Aiuto regista: Carla Ragionieri, Leonardo Benvenuti
- Operatore: Antonio Belviso
- Direttore di produzione: Vieri Bigazzi
- Ispettore di produzione: Carlo Serrutini